# أناتولي بيلي
أناتولي الكسندروفيتش وايزمان (الروسية: Anatoliy Aleksandrovich Weissman) (من مواليد 1 أغسطس 1972) هو ممثل روسي. حصل على جائزة الفنان الروسي المتميز في عام 2006.